# Petra Roth
Petra Roth (ur. 9 maja 1944 w Bremie) jest politykiem niemieckiej Unii Chrześcijańsko-Demokratycznej (CDU). Z wykształcenia pomocnik lekarza, jest wdową i ma dwóch synów.

## Życiorys
Została zwierzchnikiem dzielnicy we Frankfurcie nad Menem, a następnie członkiem rady miasta. W latach 1992–1995 była przewodniczącą CDU we Frankfurcie.
W latach 1987–1995 zasiadała w parlamencie krajowym Hesji.
25 czerwca 1995 roku wystartowała w wyborach na prezydenta miasta przeciwko urzędującemu prezydentowi Andreasowi von Schoelerowi i 5 lipca 1995 została pierwszym bezpośrednio wybranym prezydentem Frankfurtu. W wyborach w roku 2001 pokonała w drugiej turze wyborów Achima Vandreike. Jest jednym z najdłużej urzędujących prezydentów miast niemieckich po drugiej wojnie światowej.
Petra Roth pełniła w latach 1997–1999 oraz 2003–2005 funkcję przewodniczącej Związku Miast Niemieckich. Jej następcą na tym stanowisku został prezydent Monachium Christian Ude.
Petra Roth była również wymieniana jako kandydatka na następczynię Johannesa Raua na 
stanowisku prezydenta Republiki Federalnej Niemiec. Jest przewodniczącą rady nadzorczej Targów Frankfurckich (Frankfurter Messe AG) i członkiem rady nadzorczej Fraport AG, spółki zarządzającej lotniskiem we Frankfurcie.
W 2001 za zasługi dla przyjaźni francusko-niemieckiej została Oficerem Legii Honorowej.
Przyjęcie z okazji sześćdziesiątych urodzin w dniu 9 maja 2004 roku zaszczyciło ponad 1 400 gości. Wśród nich obecni byli premier Hesji Roland Koch (CDU), były kanclerz Niemiec i honorowy obywatel Frankfurtu nad Menem Helmut Kohl, Marcel Reich-Ranicki oraz niektórzy byli prezydenci Frankfurtu. Na przyjęciu miał być również zmarły niewiele wcześniej sir Peter Ustinov.
28 stycznia 2007 Petra Roth została wybrana na prezydenta Frankfurtu na trzecią kadencję, otrzymując 60,5% głosów. 
Drugie miejsce uzyskał kandydat SPD Franz Frey, który zdobył 27,5% głosów. 
1 listopada 2011 roku zapowiedziała ustąpienie ze stanowiska przed końcem kadencji (w lecie 2012 roku), proponując na swojego następcę przewodniczącego frankfurckiej CDU i heskiego ministra spraw wewnętrznych Borisa Rheina. Jednak w wyborach w dniu 25 marca 2012 roku jej następcą został wybrany kandydat Socjaldemokratycznej Partii Niemiec Peter Feldmann.